# 飛行第75戦隊
飛行第75戦隊（ひこうだいななじゅうごせんたい、飛行第七十五戰隊、飛行第七五戰隊）は、大日本帝国陸軍の飛行戦隊の一つ。通称号は隼二三七九部隊、軍隊符号は75F。

## 概要
飛行分科軽爆撃機の戦隊として編制された。北部オーストラリアに対する渡洋爆撃なども実施した部隊である。
昭和18年初頭から、使用機が九九双軽二型に機種改変された。
- 飛行分科:軽爆
- 使用機種:九九式双発軽爆撃機

## 関連文献
- 土井勤『九九双軽空戦記〜ある軽爆戦隊長の手記』（光人社NF文庫、2001年）